# 上海顾村工业园区
上海顾村工业园区是上海市的一个市级产业技术开发区，成立于2006年（一說成立於2004年），位置位於宝山区顾村镇，占地面积共3.63平方公里。该工业园区分为一号工业区和二号工业区，分别占地250公顷和216公顷，主要产业有：机械、电子与汽车零部件的加工制造、有色金属的冶炼及服装生产等。2012年改成上海机器人产业园，成為一個机器人研发園區。占地面积309万平方米。2014年加掛张江高新区宝山园。